# Trogontherium
Trogontherium es un género extinto de castor de gran tamaño que comprende solo una especie, Trogontherium cuvieri. Los fósiles de Trogontherium se han hallado en formaciones del Pleistoceno Medio de Inglaterra, Europa continental, Yunnan en China y en Siberia, Rusia.

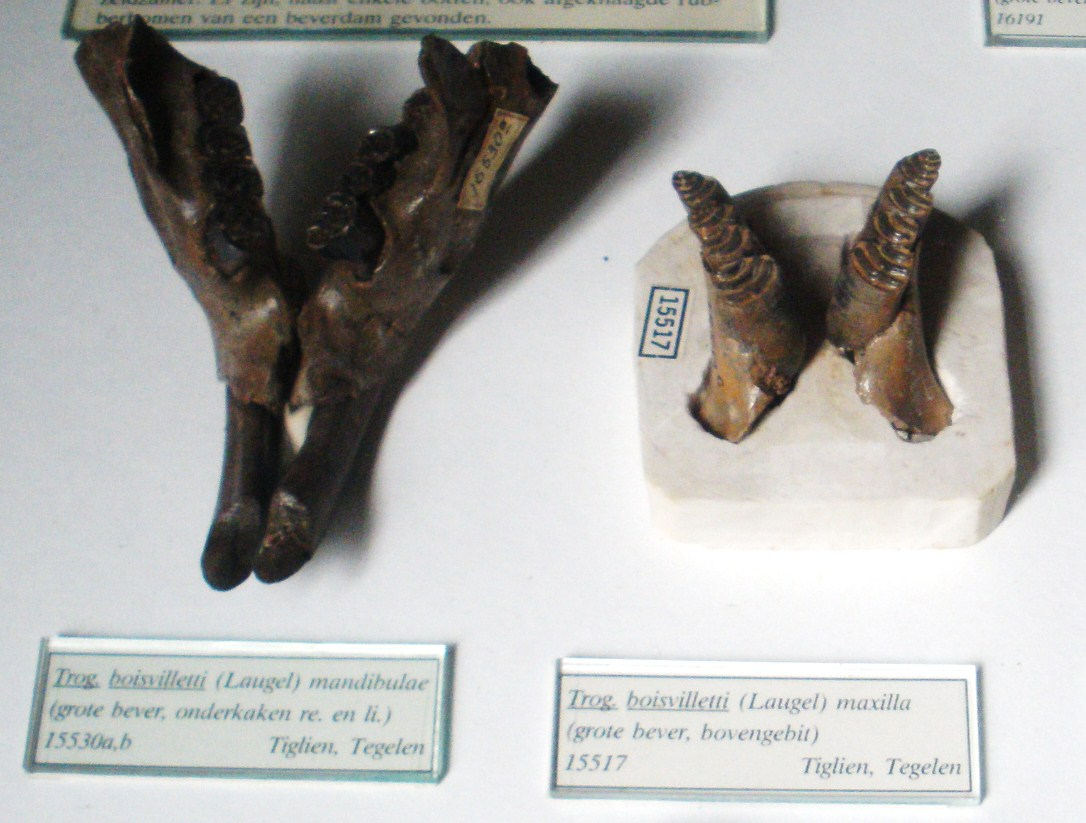
Mandíbulas de Trogontherium boisvillettei